# Eguillino
 Eguillino  (mort avant 1182) est un cardinal du XIIe siècle.  
Le pape Alexandre III le crée cardinal lors du consistoire de 1164.